# Jindřich Paďour
Jindřich Paďour (6. dubna 1863 Vraclav – 25. září 1930 Vraclav) byl rakouský politik české národnosti z Čech, na počátku 20. století poslanec Říšské rady.

## Biografie
Byl statkářem. V roce 1922 se uvádí coby člen správní rady Agrární banky. Byl obecním radním ve Vraclavi.
Působil i jako poslanec Říšské rady (celostátního parlamentu Předlitavska), kam usedl ve volbách roku 1907, konaných poprvé podle všeobecného a rovného volebního práva. Byl zvolen za obvod Čechy 062. Mandát zde obhájil ve volbách roku 1911. Po volbách roku 1907 i 1911 usedl do poslaneckého Klubu českých agrárníků.
Podle vpomínek svého vnuka byl veselým člověkem kulaté postavy. Během jeho politické kariéry vedla jeho statek manželka Magdalena. Po první světové válce měl dostat nabídku stát se ministrem československé vlády, ale manželka jeho nové politické angažmá odmítla. Krátce po smrti své manželky utrpěl záchvat mrtvice a po léčení v nemocnici byl poslán do domácího ošetřování, nicméně byl již odkázán na kolečkové křeslo a vyžadoval stálou péči. Zemřel v září 1930.